# Alvíssmál
Alvíssmál (A balada Alvís, A canção Alvís, Os ditos de toda a sabedoria) é um poema édico  que relata uma conversação entre Thor com o anão Alvis (conhecedor de tudo).
Alvíss vem a Thor reivindicar a filha do deus como sua noiva. A filha, aparentemente, teria  sido lhe prometida anteriormente. Thor recusa, alegando não estar em casa aquando do combinado. No entanto, ele indica que irá concordar com a reivindicação de Alvíss se ele puder responder a todas as perguntas realizadas pelo deus.
O resto do poema é, principalmente, uma lista dos nomes, pois Alvíss consegue responder a todos os questionamentos do Deus, utilizando sinônimos como respostas. Mas, finalmente, o sol surge e Alvíss, sendo um anão, se transforma em  uma pedra quando os raios da estrela o atingem. 
Não há nenhuma ação no poema, e o mesmo é completamente auto-contido. No entanto, o poema contém palavras que não são encontradas em nenhuma outra parte, algumas indubitavelmente criadas pelo autor. É também o único episódio registrado em que Thor ganha com suas palavras do seu adversário. Ele, usualmente, confia mais na sua poderosa força bruta.